# Energa HEAT-RFL-73 Jet HP
Energa HEAT-RFL-73 Jet HP – belgijski nasadkowy granat przeciwpancerny produkowany przez firmę MECAR SA.
Granat Energa HEAT-RFL-73 Jet HP może być miotany przy pomocy dowolnego karabinu kalibru 7,62 mm NATO z urządzeniem wylotowym o średnicy 22 mm, przy pomocy naboju ślepego. Po około 50 ms od wystrzelenia włącza się pomocniczy silnik rakietowy zwiększający prędkość do 80 m/s. Zasięg maksymalny wynosi 550 m. Zalecana przez producenta odległość od celu to 200 m dla celi nieruchomych i 150 m dla ruchomych. Granat posiada głowicę kumulacyjna przebijającą pancerz stalowy o grubości do 300 mm lub warstwę betonu o grubości 600 mm. Zapalnik uderzeniowy uzbraja się w odległości 12 m od strzelca.